# Francesca Donato (opera)
Francesca Donato ossia Corinto distrutta è un'opera in 3 atti di Saverio Mercadante, su libretto di Felice Romani. La prima rappresentazione ebbe luogo al Teatro Regio di Torino il 14 febbraio 1835.
Gli interpreti della prima rappresentazione furono:
| Personaggio | Interprete                     |
| ----------- | ------------------------------ |
| Donato      | Lorenzo Bonfigli               |
| Francesca   | Sofia dall'Occa Schoberlechner |
| Loredano    | Lucrezia Fornacciari Sangiorgi |
| Memmo       | Giorgio Ronconi                |
| Bianca      | Margherita Rubini              |
| Ali         | Gaetano De Baillou             |

Dirige e primo violino era Giovanni Battista Polledro, maestro al cembalo Giuseppe Tagliabò, maestro del coro Giulio Buzzi.

## Trama
Il poema di Byron da cui è tratta l'ispirazione ha per soggetto un veneziano che, vittima d'odi domestici, bandito dalla patria e privato dell'amante, si rifugia tra i musulmani, ne diviene condottiero e li spinge ad attaccare i suoi compatrioti.
La scena si svolge in Corinto e nel campo musulmano.

## Struttura musicale
- Sinfonia

### Atto I
- N. 1 - Introduzione Gloria, Allà! Quant'è la terra (Coro)
- N. 2 - Duetto fra Alp e Loredano Quale? E mi puoi tu chiedere (Alp, Loredano, Coro)
- N. 3 - Cavatina di Francesca Qui dove l'aura Jonia (Francesca, Bianca, Coro)
- N. 4 - Terzetto fra Donato, Francesca e Loredano e Finale I Ch'io ti fugga! quali accenti! - Duce, al consiglio affrettati (Donato, Francesca, Loredano, Coro)

### Atto II
- N. 5 - Coro E' questo un rito? - Mute, tranquille (Bianca, Coro)
- N. 6 - Duetto fra Loredano e Francesca Sei serena! e una lagrima intanto
- N. 7 - Duetto fra Alp e Francesca e Finale II Oh! non celar la lagrima - Ella parta; e pace e vita (Alp, Francesca, Coro, Bianca, Loredano, Donato)

### Atto III
- N. 8 - Coro Oh tre volte felici gli estinti
- N. 9 - Aria di Donato Si né un sospir né un gemito (Donato, Coro, Alì)
- N. 10 - Duetto fra Loredano e Donato Notte è presso...il campo intero
- N. 11 - Aria di Loredano Partì...tranquille e tacite (Loredano, Coro, Alp)
- N. 12 - Duetto fra Francesca ed Alp e Finaletto Piangi, piangi: son contati - Oh Francesca! Ell'è sparita... (Francesca, Alp, Coro, Loredano, Donato)